# فری‌تاون
فری‌تاون پایتخت و بزرگ‌ترین شهر کشور سیرالئون است. این شهر دارای ۳۵۷ کیلومتر مربع مساحت و ۱٬۰۵۰٬۳۰۱ نفر جمعیت در سال ۲۰۱۵ میلادی بوده‌است.
فری‌تاون یک بندر عمده در اقیانوس اطلس است و در منطقه غربی کشور سیرالئون واقع شده‌است. فری‌تاون مرکز عمده شهری، اقتصادی، مالی، فرهنگی، آموزشی و سیاسی سیرالئون است.
اقتصاد شهر عمدتاً در اطراف بندرگاه آن متمرکز شده‌است که بخشی از خور رودخانه سیرالئون را تشکیل می‌دهد. این بندرگاه سومین بندرگاه طبیعی بزرگ در جهان است.
جمعیت فری‌تاون از لحاظ نژادی، فرهنگی و مذهبی متنوع است. این شهر دارای جمعیت قابل توجهی از تقریباً تمام گروه‌های قومی سیرالئون است، اما هیچ گروه قومی خاصی اکثریت جمعیت را در این شهر تشکیل نمی‌دهد. مانند تقریباً تمام مناطق سیرالئون، زبان کریو، زبان اصلی ارتباطی مردم در فری‌تاون است و در کل شهر به‌طور گسترده‌ای استفاده می‌شود.
شهر فری‌تاون در ۱۱ مارس ۱۷۹۲ توسط ستوان جان کلارکسون و بردگان سابق آفریقایی‌آمریکایی و افراد آزادی به نام ماندگاران نوا اسکوشیا که در سال ۱۷۹۲ توسط شرکت سیرالئون به این منطقه آورده شده بودند، تأسیس شد.
شهر فری‌تاون پناهگاهی برای مهاجران آفریقایی‌آمریکایی آزادشده از بردگی و بردگان سابق آفریقایی و کارائیبی بود. نوادگان این مردمان با عنوان مردم کریول شناخته می‌شوند. فری‌تاون قدیمی‌ترین پایتختی است که توسط آمریکایی‌های آفریقایی‌تبار تأسیس شده‌است. این شهر سی سال پیش از مونروویا (در لیبریا) تأسیس شده و معماری منحصر به فرد کریولی آن که از سبک‌های آمریکایی و کارائیبی تأثیر گرفته حائز اهمیت است.

## نگارخانه

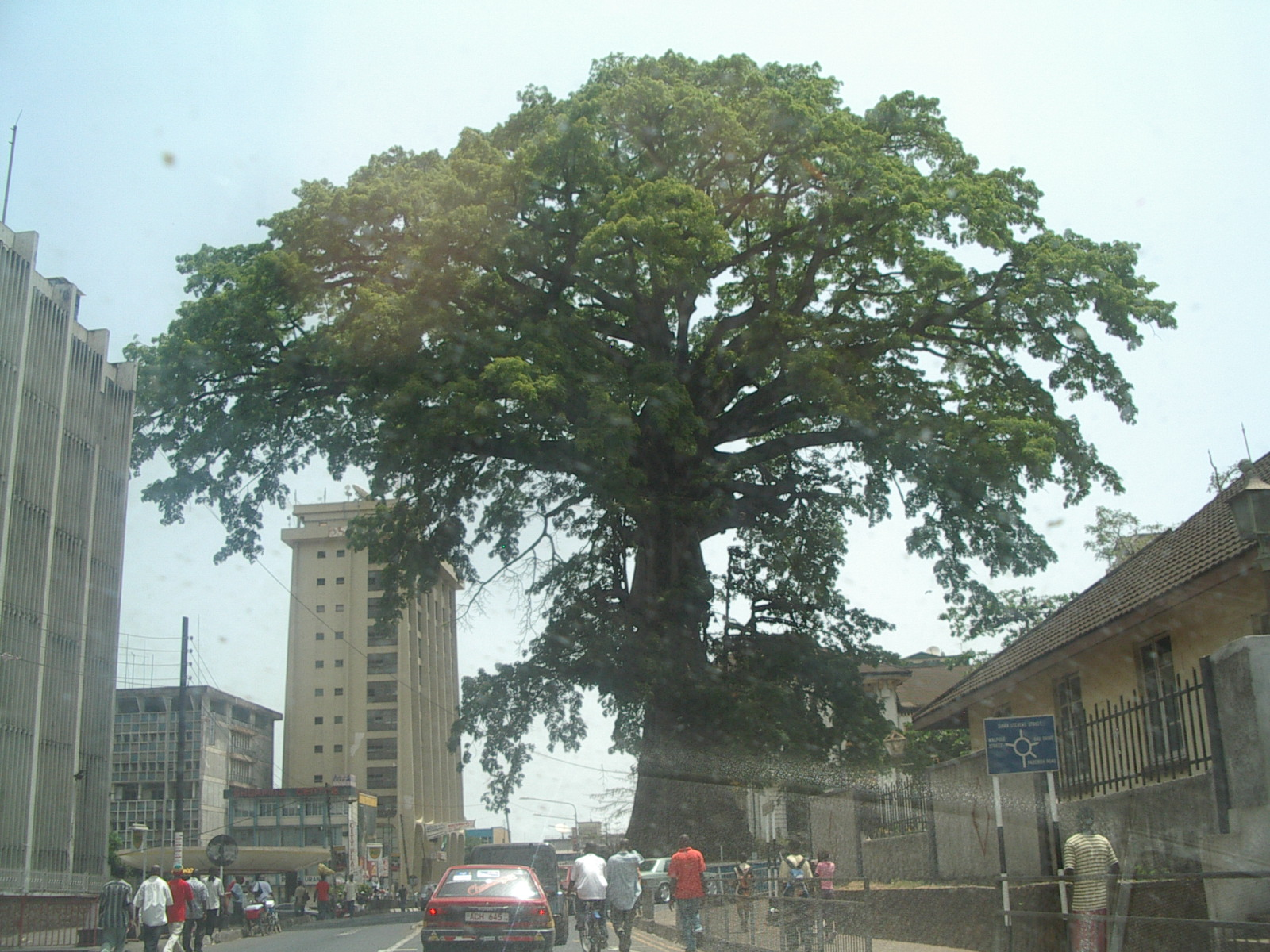
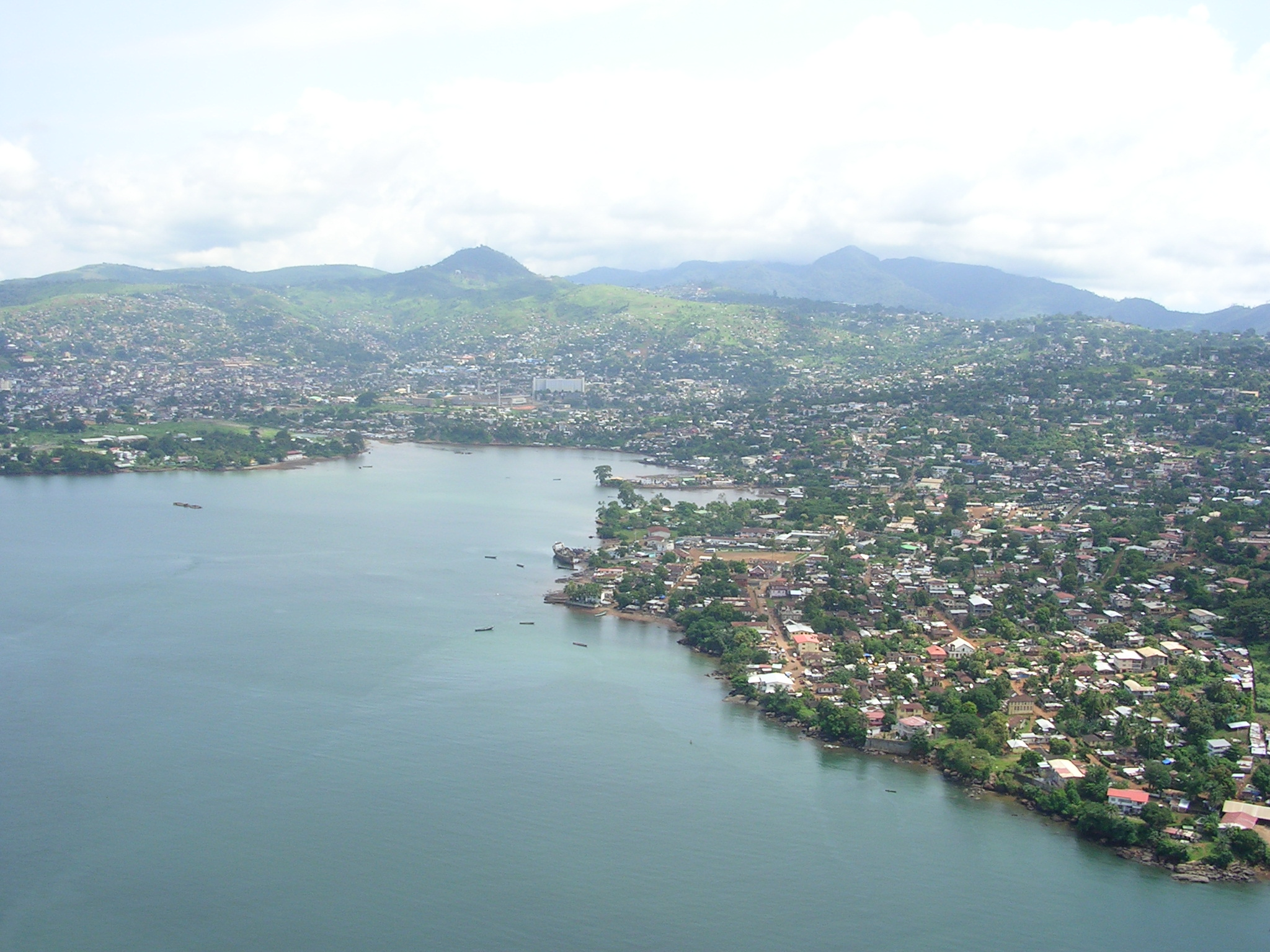
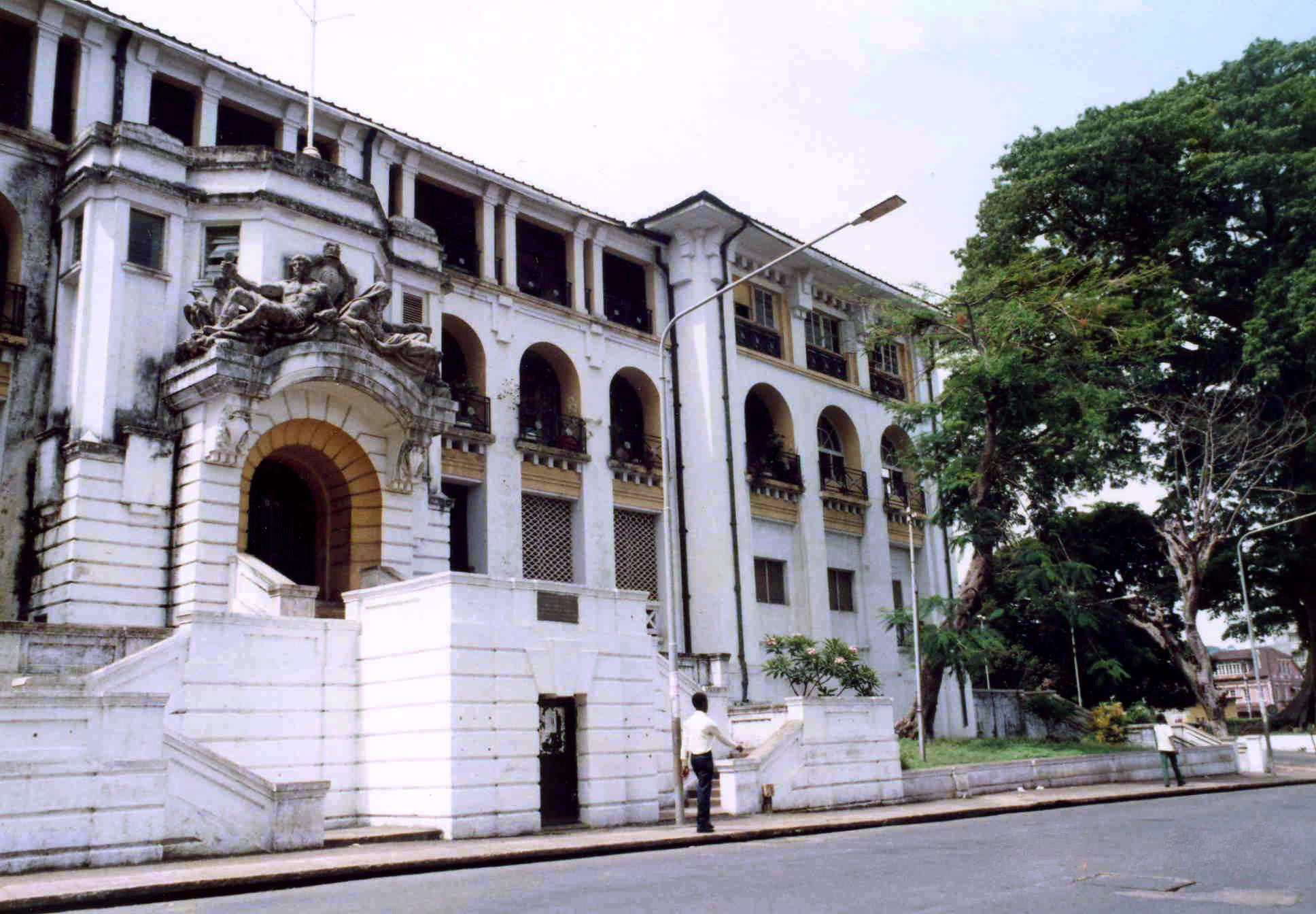
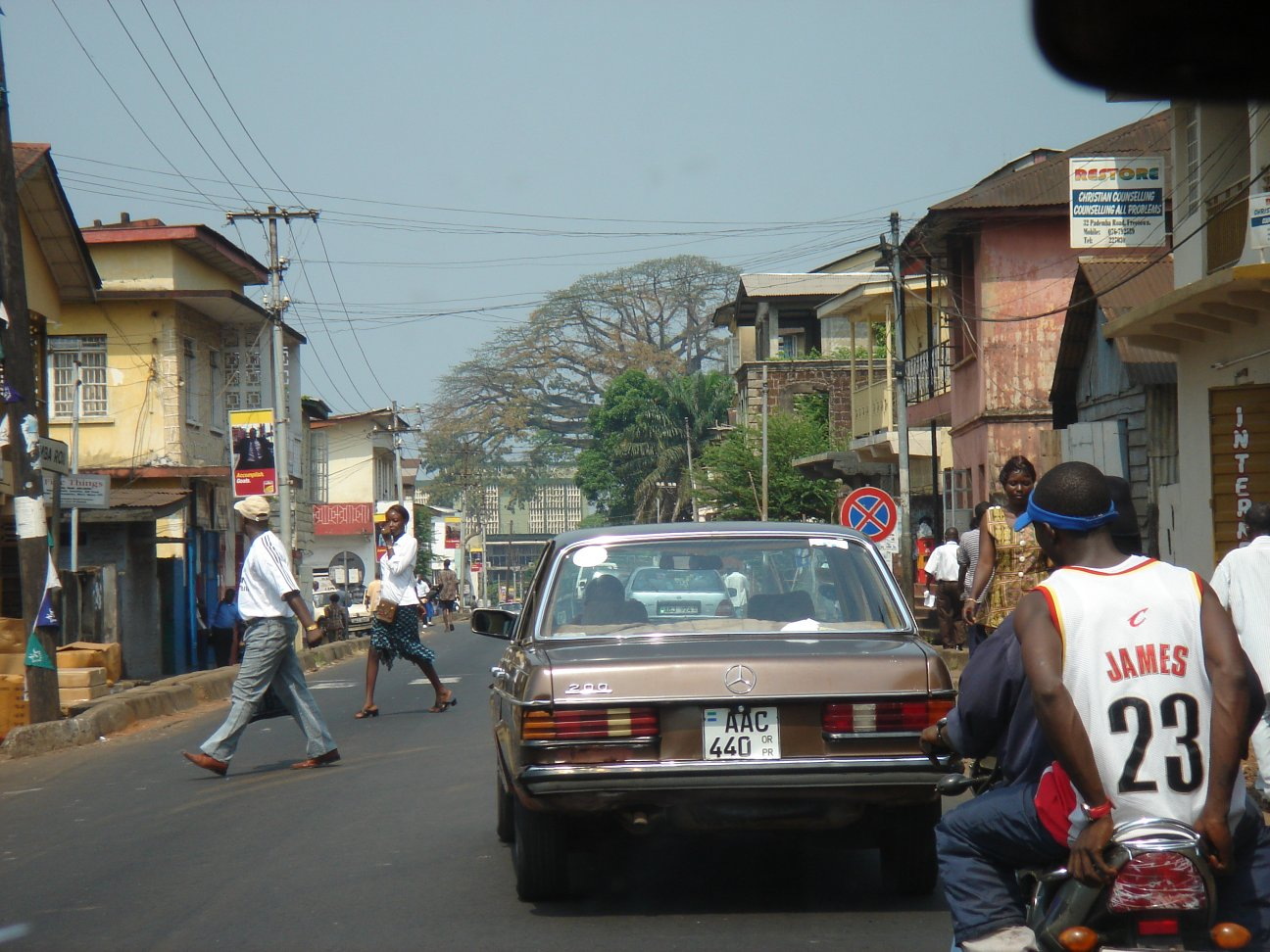
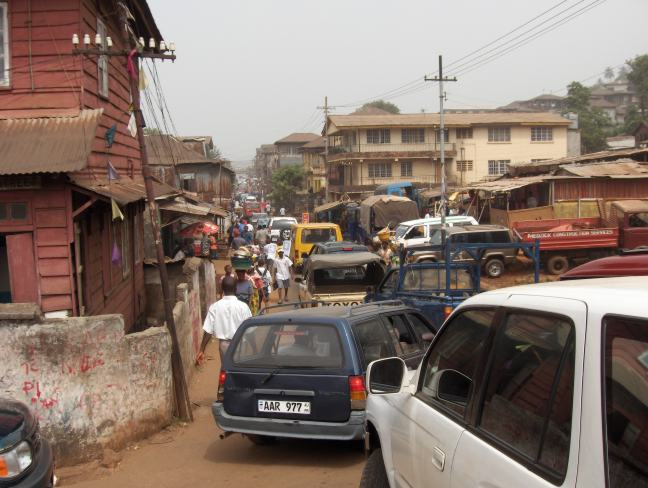